# Джонсон, Кевин (боксёр)
Ке́вин Влади́мирович Джо́нсон (англ. Kevin Vladimirovich Johnson; род. 7 сентября 1979, Асбери-Парк, Нью-Джерси) — американский и российский боксёр-профессионал, гейткипер, выступающий в тяжёлой весовой категории. Среди профессионалов бывший претендент на титул чемпиона мира по версии WBC (2009) в тяжёлом весе.
9 января 2024 года получил гражданство РФ, указом В. В. Путина.

## Любительская карьера
Джонсон начал заниматься боксом в возрасте 18 лет, и провёл довольно не большую любительскую карьеру, выиграл 14 поединков и проиграл 2, но сумел победить в местном турнире за кубок чемпиона штата Нью-Джерси.
11 декабря 2022 года в Абу-Даби (ОАЭ), на турнире IBA Champions’ Night в завершении III Global Boxing Forum, в рамках новой полупрофессиональной боксёрской серии IBA Pro Series, в 7-раундовом поединке решением судей проиграл российскому боксёру-профессионалу Руслану Файферу.

## Профессиональная карьера
Джонсон дебютировал на профессиональном ринге в 2002 году.

### Бой с Тимуром Ибрагимовым
После трёх побед он встретился с тогдашним проспектом, непобеждённым Тимуром Ибрагимовым, который к моменту встречи с Джонсоном имел рекорд 13-0. На Джонсона никто не ставил, но он сумел феноменально выровнять поединок в ничью, чем сохранил послужной список и выстоял против более опытного боксёра.
В 2006 году победил джорнимена Роберта Хоукинса.

### Бой с Дамианом Уиллсом
3 августа 2007 года встретился с Дамианом Уиллсом. Джонсон доминировал весь бой и победил единогласным решением судей.

### Бой с Брюсом Селдоном
В 2008 году в 5-м раунде Джонсон нокаутировал Брюса Селдона.
К концу 2008 года Джонсон уже рассматривался как лучший супертяжеловес Америки. Он имел эффективный длинный и точный джеб, но не имел достаточной ударной мощи, что подтверждал его очень маленький процент побед нокаутом. Он провёл 23 боя, один из которых свёл в ничью, 22 выиграл, и только 9 среди них нокаутом, но, будучи непобеждённым и имея интересную технику ведения боя, был приглашён на добровольную защиту титула WBC, Виталия Кличко. До встречи с Кличко Джонсон, хоть и считался серьёзным проспектом, не имел ни одного титульного боя. Все его бои до чемпионского были рейтинговыми, и бой с Кличко был первым 12-раундовым.

### Чемпионский бой с Виталием Кличко
12 декабря 2009 года в добровольной защите чемпионского титула WBC, чемпионом Виталием Кличко был выбран Кевин Джонсон. Джонсон оказался техничным спойлером. Он мастерски защищался, всячески уходил от борьбы. Кличко гонялся за Джонсоном весь бой, однако так и не сумел отправить его в нокаут. Джонсон изредка пробивал свои точные джебы, и к концу поединка над глазами у Кличко были ссадины. И хоть Джонсон вчистую проиграл все раунды чемпиону, он сумел продержаться против чистого нокаутёра и навязать ему свою технику защиты, которая, как и всегда, была на высшем уровне, но победить Джонсону это не помогло.
Самый острый эпизод в бою случился после окончания 12-го раунда. Джонсон сумел разозлить Виталия, в результате между ними чуть не началась потасовка. Владимир Кличко пытался успокоить Кевина, но тот оттолкнул младшего брата своего соперника. Команды бойцов сумели разрядить обстановку. Кевин Джонсон стал вторым боксёром, который сумел продержаться 12 раундов против Виталия Кличко.
После проигрыша от Кличко Джонсон провёл с небольшой периодичностью три малозначимых проходных боя. 29 октября 2010 года Джонсон нокаутировал в 4-м раунде Чарльза Дэвиса. 22 января 2011 года победил по очкам джорнимена Джулиса Лонга. 25 мая нокаутировал в 1-м раунде Гарольда Сконирса. Около 9 месяцев не выходил на ринг.

### Бой с Алексом Леапаи
1 апреля 2012 года в бою за титул чемпиона Австралии по версии IBF Джонсон сумел сенсационно нокаутировать австралийскую восходящую звезду Алекса Леапаи. Первую половину боя австралиец выглядел уверенней, но американец перехватил инициативу и в 9-м раунде отправил Леапаи в нокдаун. Австралиец не смог оправиться от потрясения, и после нокдауна Джонсон начал избивать Леапаи, после чего рефери вмешался и прекратил бой, зафиксировав победу Джонсона техническим нокаутом. Победа над ним вновь вернула Джонсона в элиту супертяжёлого веса и дала возможность вновь говорить о возможных титульных боях.
Джонсон дал своё согласие на участие в международном турнире супертяжеловесов Prizefighter, который состоялся 20 июня 2012 года.

### Prizefighter
20 июня 2012 года состоялся турнир профессиональных боксёров в Великобритании — Prizefighter 25. Джонсон одним из первых подал заявку на участие и считался явным фаворитом в этом бою. Обещал нокаутировать всех соперников и после победы продолжить путь к чемпионскому титулу.
Первый бой не позволил усомниться в словах Джонсона. В четвертьфинале он нокаутировал своего первого соперника — марокканца Нуреддина Меддоуна, уже в 1-м раунде.
В полуфинале Джонсон встретился с поляком, бывшим претендентом на титул чемпиона Альбертом Сосновским. В 1-м раунде поляк был активнее, но американец переломил ход поединка и выиграл его по очкам.
В финальном бою Джонсон встретился с малоизвестным соотечественником, Тором Хеймером. Джонсон не был активным и проиграл первые два раунда. Только нокаут спас бы положение. В 3-м раунде Джонсон и прессинговал Хеймера, но этого было недостаточно. Джонсон проиграл по очкам и не смог выиграть турнир.

### Спад карьеры

#### Бой с Тайсоном Фьюри
Тайсон Фьюри долго не мог найти соперника на запланированное боксёрское шоу. За три недели до боя нашёлся соперник в лице бывшего претендента на титул чемпиона мира, американец, Кевин Джонсон. В субботу 1 декабря 2012 года в Белфасте (Северная Ирландия) состоялся отборочный поединок за статус обязательного претендента на титул чемпиона WBC в супертяжёлом весе между занимающим третью строчку рейтинга WBC британцем Тайсоном Фьюри и американцем Кевином Джонсоном. Предполагалось, что поединок будет иметь статус полуфинального, но незадолго перед самим боем поединок санкционировали как элиминатор WBC.
Тактика Джонсона в бою с Фьюри была схожа на тактику в его бою с Виталием Кличко (в 2009 году). Кевин мастерски защищался, лишь иногда пытаясь пробивать одиночные удары с дальней дистанции. Во всех раундах Фьюри с небольшим преимуществом выигрывал, но ни разу не был близок к досрочной победе. В 7-м раунде рефери снял с британца очко за удар после команды брейк. Бой в основном проходил на дальней дистанции, но Тайсон без труда входил в ближнюю и среднюю дистанцию и демонстрировал более высокий уровень. Двое судей отдали победу Фьюри в каждом раунде, а один из судей десять раундов отдал Тайсону, а в двух раундах зафиксировал ничейный результат. Британец в итоге победил с разгромным счётом.
В апреле 2013 года нокаутировал австралийского боксёра Соломона Хуамано.

#### Бой с Кристианом Хаммером
В декабре проиграл единогласным решением Кристиану Хаммеру.

#### Бой с Дереком Чисорой
15 февраля 2014 года Кевин Джонсон отправился в Великобританию и провёл бой с Дереком Чисорой. Джонсон в привычном для себя стиле действовал экономно и не предпринимал никаких действий для победы, но в 5-м раунде Чисора смог отправить Джонсона в первый в его карьере нокдаун. Впрочем, Джонсон быстро оправился и довёл бой до судейских записок, по которым разгромно проиграл.

#### Бой с Мануэлем Чарром
12 апреля 2014 года Джонсон встретился с Мануэлем Чарром. Бой, в котором ни один из принадлежащих Чарру региональных титулов не стоял на кону, прошёл всю дистанцию и завершился в пользу более активного Мануэля со счётом 97—93, 97—93 и 98—92.
Летом и осенью 2014 года работал спарринг-партнёром у Владимира Кличко.

#### Бой с Энтони Джошуа
30 мая 2015 года Джонсон встретился с британским проспектом, олимпийским чемпионом 2012 года, Энтони Джошуа (12-0). Первоначально бой планировался на 31 января, но Джошуа получил травму спины, и бой был перенесен.
В конце первого раунда Джошуа отправил Джонсона в нокдаун (второй в его карьере). Джонсон поднялся, но Джошуа комбинацией отправил его во второй нокдаун. Прозвучал гонг. Рефери разрешил Джонсону продолжить бой. Во 2-м раунде Джошуа устроил добивание потрясенного соперника. Рефери прекратил бой. Джонсон потерпел первое и единственное досрочное поражение в карьере. После этого боя Джошуа поднялся на 2-ю строчку рейтинга WBC.

#### Бой с Кубратом Пулевым
28 апреля 2017 года Джонсон встретился с Кубратом Пулевым. Кубрат неспешно поддавливал, работая джебом и изредка пытаясь поймать оппонента на боковой. Джонсон изредка выбрасывал переднюю руку, причём зачастую попадал, но этим и ограничивался. Активность болгарина, в клинчах частившего правыми крюками в ухо и по затылку визави (предупреждения рефери за фолы не действовали, а штрафовать третий в ринге так и не осмелился), всё же принесла ему успех. Победил Пулев единогласным решением судей: дважды 120—108 и 119—109.

#### Бой с Франческо Пьянетой
14 октября 2017 года встретился с бывшим претендентом на титул чемпиона мира Франческо Пьянетой. Пьянета шатался от точных попаданий Кевина уже с 4-го раунда, а американец налегал на работу в туловище. В 7-й трёхминутке всё было кончено: Франческо упал после удара в туловище. На момент остановки Пьянета вёл на картах всех судей.

#### Бой с Игорем Шевадзуцким
13 августа 2022 года вышел на ринг в Гамбурге против украинского проспекта Игоря Шевадзуцкого (10-0, 8 KO) и проиграл решением судей. Бой проходил в среднем темпе. Лидировал украинец — перерабатывал привычно инертного Джонсона. Чуть хуже Шевадзуцкому удались заключительные раунды. Проспект подустал, а Джонсон начал действовать немного активнее. Рефери отдал украинцу все раунды: 80—72.

#### Бой с Виктором Выхристом
27 августа 2022 года в Гамбурге (Германия) сразился с украинским проспектом Виктором Выхристом (9-0, 7 КО). Этот поединок был рассчитан на десять раундов и продлился всю отведенную дистанцию: Выхрист одержал уверенную победу по очкам - 80—72.

#### Бой с Андре Бунга
24 сентября в немецком городе Кёльн (Германия) сразился с немецким джорнимэном ангольского происхождения Андре Бунга (6-12-2) после 8 проведенных раундов судьи зафиксировали ничейный результат раздельным решением судей: 77—75, 76—76, 74—78

#### Бой с Вячеславом Дациком
31 марта 2023 года в Москве прошёл турнир Бойцовского клуба «РЕН ТВ», где в главном событии по правилам бокса провели показательный (выставочный) бой Вячеслав Дацик и Кевин Джонсон. Бой продлился всю дистанцию — три раунда по три минуты, и Джонсон победил решением большинства судей. А после боя Кевин Джонсон обратился к Владимиру Путину и попросил гражданство РФ.

#### Бой с Айдыном Ылдырымом
Через неделю после боя с Дациком в Москве 8 апреля 2023 года в немецком городе Лауинген (Германия) нокаутировал 26-летнего Айдына Ылдырыма (1-0) в 5 раунде восьмираундового боя.

#### Бой с Марком Петровским
17 августа 2023 года перед боем с Марком Петровским Джонсон пришёл на взвешивание в футболке с изображением Владимира Путина.
24-летний Петровский победил решением судей со счетом 57—57, 60—54, 60—54. После боя чемпион мира в любителях 2021 года Петровский признался, что не удовлетворен качеством своего выступления в бою против Джонсона. Полная статистика после этого боя составила: (36-22-2, 20 КО)

#### Бой с Джейсоном Гэверном
В сентябре 2023 года провел бой в Набережных Челнах в рамках международной матчевой встречи «Бокс на Каме». В бою встретился с соотечественником - джорнименом Джейсоном Гэверном (27-21-4, 12 КО) который не выходил в ринг 7 лет проведя свой последний бой в марте 2016 года. По итогам 4 раундов боя единогласным решением судей победил Джонсон.

#### Бой с Максимом Бабаниным
15 декабря 2023 года в Челябинске состоялся турнир «Бойцовского клуба РЕН ТВ», в главном событии которого уступил по очкам Максиму Бабанину (6-0, 4 КО). Бой продлился всю дистанцию и все трое судей оценили шесть раундов в пользу Бабанина: 60—54.

#### Реванш с Шоном Тёрнером
30 августа 2024 года в Череповце (Вологодская область) победил ирландского боксера Шона Тёрнера в бою-реванше в рамках турнира "Бойцовского клуба РЕН ТВ". Первая трехминутка прошла в обоюдо острой борьбе. Боксеры обменивались атаками и зарубались. Второй раунд прошел в клинчах и возне которая не принесла существенных результатов боксерам. Третий раунд остался за Джонсоном, он был активней и точнее. Заключительный, четвертый раунд так же остался за Кевином, который отметился несколькими точными попаданиями. Решение судей было раздельным: двое отдали предпочтение Джонсону, ещё один рефери дал ничью.

### Бокс в перчатках ММА

#### Бой с Шоном Тёрнером
16 февраля 2024 года на московской волейбольной арене «Динамо» прошёл турнир «Бойцовский клуб РЕН ТВ. Суперсерия». Свой первый бой в статусе российского гражданина провёл с 32-летним ирландцем Шоном Тёрнером (12-4). Поединок проводился в перчатках MMA по правилам бокса – четыре раунда по три минуты. В 4-раунде рефери боя неожиданно остановил бой после того как Тернер присел после нескольких точных попаданий от Джонсона. Тернер был недоволен остановкой.

## Статистика профессиональных боёв
В таблице перечислены результаты всех поединков боксёров.
В каждой строке указан результат поединка. Дополнительно номер поединка обозначен цветом, который обозначает итог поединка. Расшифровка обозначений и цветов представлена в нижеследующей таблице.
| Пример | Расшифровка                     |
| ------ | ------------------------------- |
|        | Победа                          |
|        | Ничья                           |
|        | Поражение                       |
|        | Планируемый поединок            |
|        | Поединок признан несостоявшимся |
| КО     | Нокаут                          |
| ТКО    | Технический нокаут              |
| PTS    | Решение судей (по очкам)        |
| UD     | Единогласное решение судей      |
| MD     | Решение большинства судей       |
| SD     | Раздельное решение судей        |
| RTD    | Отказ от продолжения боя        |
| DQ     | Дисквалификация                 |
| NC     | Поединок признан несостоявшимся |